# Hanstavägen

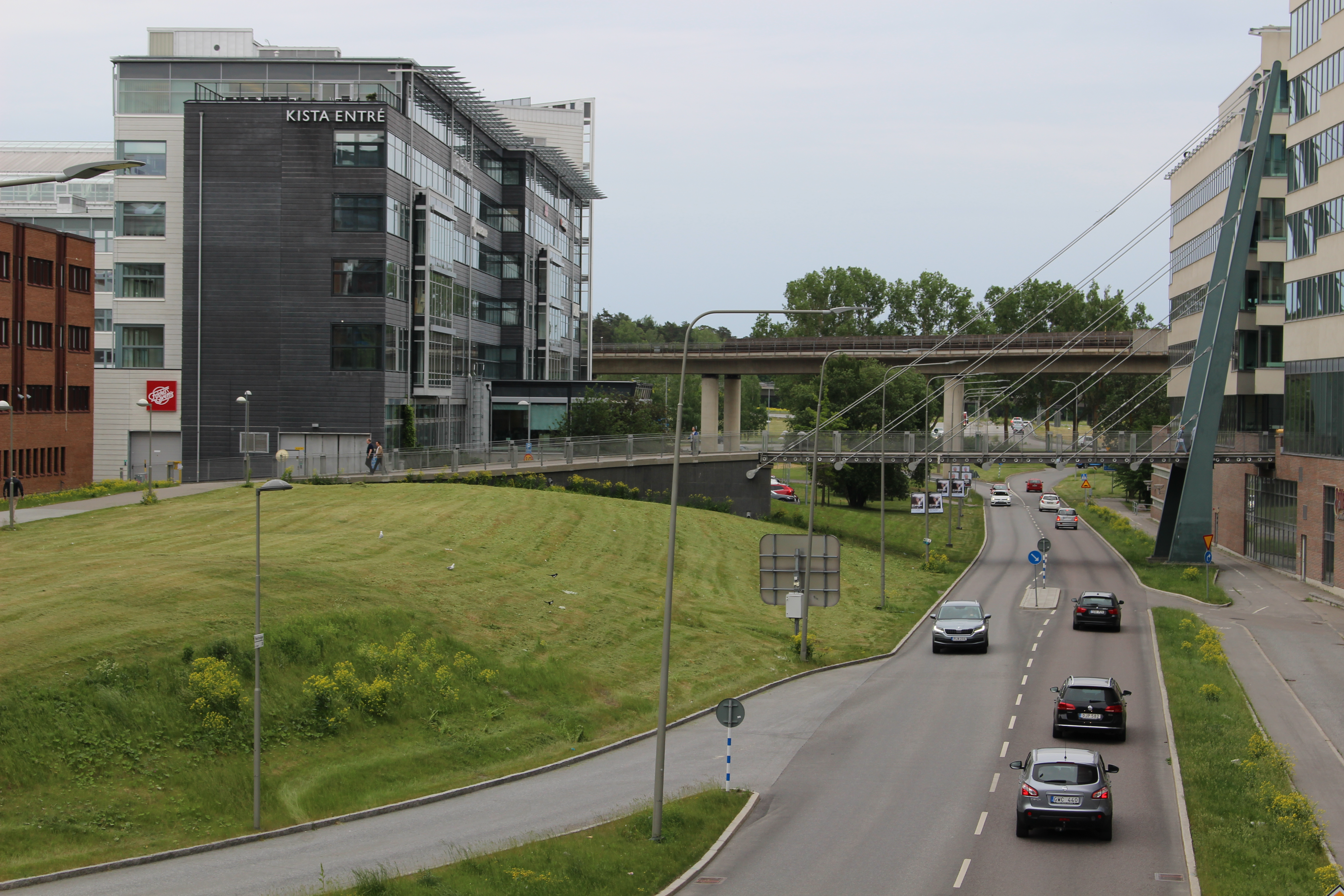
Hanstavägen mot sydost.

Hanstavägen är en gata i Kista i nordvästra Stockholm.
Hanstavägen är den viktigaste genomfartsgatan förbi Kista-Husby-Akalla och förbinder Kymlingelänken med Akallavägen. Förbindelse till Sollentuna kommun finns via rondellen vid Husby som ansluter till Turebergsleden.